# Jürgen Klopp
Jürgen Norbert Klopp (ur. 16 czerwca 1967 w Stuttgarcie) – niemiecki trener piłkarski, piłkarz i działacz sportowy. Od 2015 do 2024 trener Liverpoolu.

## Kariera piłkarska
Wychowanek klubu SV Glatten. Później był zawodnikiem TuS Ergenzingen, w którym spędził cztery lata. Reprezentował także barwy czwartoligowego 1. FC Pforzheim, Eintrachtu Frankfurt, Viktorii Sindlingen oraz Rot-Weiß Frankfurt. W 1990 przeszedł do drugoligowego 1. FSV Mainz 05. W drugiej lidze niemieckiej zadebiutował 28 lipca 1990 w wygranym 2:1 meczu z VfB Oldenburg. Od czasu debiutu w Mainz, Klopp był jego podstawowym graczem. 8 sierpnia 1990 w wygranym 2:1 pojedynku z Hannoverem 96 strzelił pierwszego gola w trakcie gry w 2. Bundeslidze.
Przez pierwsze trzy sezony występował w Mainz na pozycji napastnika. W sezonie 1993/1994 został przesunięty na pozycję pomocnika, a od sezonu 1996/1997 grał jako obrońca. Podstawowym zawodnikiem Mainz był do końca sezonu 1999/2000. Ostatnie ligowe spotkanie rozegrał tam 25 lutego 2001, a trzy dni później został trenerem zespołu. W barwach Mainz rozegrał w sumie 325 ligowych spotkań i zdobył 52 bramki. Jest trzecim w historii piłkarzem Mainz pod względem ligowych występów oraz drugim pod względem liczby strzelonych bramek. Ponadto obok Benjamina Auera jest jedynym piłkarzem w historii Mainz, który w jednym meczu strzelił cztery gole (wygrany 5:0 mecz z Rot-Weiß Erfurt).

## Kariera trenerska
28 lutego 2001, trzy dni po rozegraniu ostatniego spotkania w barwach 1. FSV Mainz 05, Klopp został jego trenerem. Po raz pierwszy jako trener Mainz poprowadził 3 marca 2001 w wygranym 3:1 meczu 2. Bundesligi z Chemnitzer FC. Debiutancki sezon 2000/2001 zakończył z klubem na 14. miejscu. W sezonach 2001/2002 i 2002/2003 prowadzony przez niego klub plasował się na 4. pozycji. W sezonie 2003/2004 zajął 3. miejsce i awansował do ekstraklasy. Pierwsze spotkanie Kloppa jako trenera w Bundeslidze odbyło się 8 sierpnia 2004, a jego klub przegrał wówczas 2:4 z VfB Stuttgart. W sezonie 2005/2006 występował w Pucharze UEFA i dotarł tam do pierwszej rundy, w której uległ w dwumeczu z Sevillą. W sezonie 2006/2007 zajął 16. miejsce w lidze i spadł do drugiej ligi. Klopp pozostał jednak trenerem Mainz. Pracował tam jeszcze przez rok.
1 lipca 2008 roku podpisał kontrakt z Borussią Dortmund. Debiutancki dla Kloppa sezon 2008/2009 jego drużyna zakończyła na 6. miejscu.
W sezonie 2010/2011 wraz ze swoją drużyną sięgnął po mistrzostwo Niemiec. Borussia Dortmund zapewniła sobie tytuł w 32. kolejce, na dwa mecze przed zakończeniem sezonu. Rok później powtórzyli wyczyn, bijąc dodatkowo rekord Bundesligi w kategorii liczby punktów zdobytych w jednym sezonie (zdobyli ich 81), który w sezonie 2012/2013 poprawił Bayern.
W latach 2005/2008 występował w programie ZDF niemieckiej telewizji jako ekspert od piłki nożnej.
15 kwietnia 2015 ogłosił swoje odejście z Borussii Dortmund po zakończeniu sezonu 2014/2015.
8 października 2015 został oficjalnie przedstawiony jako trener Liverpoolu. 1 czerwca 2019 wygrał z Liverpoolem Ligę Mistrzów, pokonując w finale Tottenham Hotspur 2:0 na stadionie Wanda Metropolitano. Jednocześnie doprowadził klub do wicemistrzostwa Premier League, zdobywając, rekordowe dla Liverpoolu w jednym sezonie, 97 punktów.
Sezon 2019/2020 rozpoczął się dla Liverpoolu meczem o Tarczę Wspólnoty. The Reds zmierzyli się z mistrzem kraju, Manchesterem City i po zaciętym boju przegrali to spotkanie po rzutach karnych.
14 sierpnia 2019 Liverpool zagrał mecz z Chelsea, którego stawką był Superpuchar Europy. Owego meczu także nie rozstrzygnięto w podstawowym czasie gry, jak i w dogrywce. Tym razem konkurs jedenastek dla drużyny Kloppa okazał się szczęśliwy i to ekipa z Anfield cieszyła się z tego trofeum.
21 grudnia 2019 Klopp doprowadził swój zespół do zwycięstwa w Klubowych Mistrzostwach Świata. W finale The Reds zmierzyli się z brazylijskim Flamengo i wygrali ten mecz 1:0.
25 czerwca 2020 na 7 kolejek przed końcem rozgrywek Premier League, zespół Jurgena Kloppa Liverpool został ponownie po 30 latach mistrzem Anglii zdobywając 99 punktów. Zespołowi brakło 1 pkt do wyrównania rekordu w liczbie zdobytych punktów w tych rozgrywkach, ustanowionego dwa lata wcześniej przez drużynę Manchester City.
28 kwietnia 2022 Klopp przedłużył kontrakt z Liverpoolem do 30 czerwca 2026.
26 stycznia 2024 Klopp poinformował o zakończeniu pracy w Liverpoolu po sezonie 2023/2024.
W styczniu 2025 roku Klopp objął funkcję Head of Global Soccer w Red Bullu, gdzie nadzoruje sieć klubów piłkarskich prowadzonych przez koncern. 

## Statystyki kariery

### Trener
Aktualne na 14 września 2024.
| Zespół            | Od                  | Do              | Statystyka | Statystyka | Statystyka | Statystyka | Statystyka |
| Zespół            | Od                  | Do              | M          | W          | R          | P          | % W        |
| ----------------- | ------------------- | --------------- | ---------- | ---------- | ---------- | ---------- | ---------- |
| 1. FSV Mainz 05   | 27 lutego 2001      | 30 czerwca 2008 | 270        | 109        | 78         | 83         | 40,37      |
| Borussia Dortmund | 1 lipca 2008        | 30 czerwca 2015 | 319        | 180        | 69         | 70         | 56,43      |
| Liverpool F.C.    | 8 października 2015 | 30 czerwca 2024 | 491        | 299        | 109        | 83         | 60,90      |
| Łącznie           | Łącznie             | Łącznie         | 1080       | 588        | 256        | 236        | 54,44      |

## Osiągnięcia

### Trener
Borussia Dortmund
- Mistrzostwo Niemiec: 2010/11, 2011/12
- Puchar Niemiec: 2011/12
- Superpuchar Niemiec: 2013, 2014
- Finał Pucharu Niemiec: 2013/14, 2014/15
- Finał Ligi Mistrzów UEFA: 2012/13

Liverpool
- Mistrzostwo Anglii: 2019/20
- Puchar Anglii: 2021/22
- Puchar Ligi Angielskiej: 2021/22, 2023/24
- Tarcza Wspólnoty: 2022
- Liga Mistrzów UEFA: 2018/19
- Superpuchar Europy UEFA: 2019
- Klubowe mistrzostwo świata: 2019
- Finał Pucharu Ligi Angielskiej: 2015/16
- Finał Ligi Mistrzów UEFA: 2017/18, 2021/22
- Finał Ligi Europy UEFA: 2015/16

Indywidualne
- Niemiecki trener roku: 2011, 2012, 2019
- Człowiek roku w niemieckiej piłce nożnej: 2012
- Trener miesiąca w Premier League: wrzesień 2016, grudzień 2018, marzec 2019, sierpień 2019, wrzesień 2019, listopad 2019, styczeń 2024
- Trener roku według Onze Mondial: 2018/19
- Trener roku według FIFA: 2019, 2020[7]
- Klubowy trener roku według IFFHS: 2019

## Odznaczenia
- Krzyż Zasługi na Wstędze Orderu Zasługi Republiki Federalnej Niemiec (2024)[8]
- Order Zasługi Badenii-Wirtembergii (2024)[9]